# Línea 60 (EMT Valencia)
La línea 60 Av. De l'oest-Torrefiel de la EMT de Valencia es una línea de autobús que une el Mercado Central con el barrio de Torrefiel pasando por el Hospital La Fe y el Centro Comercial Nuevo Centro.

## Recorrido
Dirección Av. de l'Oest
Cecilio Pla, Sant Domènec Savio, Doctor Peset Aleixandre, Campanar, Pío XII, Fernando el Católico, Espinosa, Guillem Sorolla, Editor Manuel Aguilar, Avenida del Oeste, San Agustín.
Dirección Torrefiel
San Agustín, Àngel Guimerà, Fernando el Católico, Pío XII, Campanar, Doctor Peset Aleixandre, Juan XXIII, Félix del Río, Pedro Patricio Mey, Conde de Torrefiel, Cecilio Pla.

## Características
|            | Frecuencias de Paso Aproximadas                                      |
| ---------- | -------------------------------------------------------------------- |
| Laborables | (7:32-10:15) 7-13 min, (10:15-14:45) 6-9 min ,(14:45-22:15) 9-12 min |
| Sábados    | (7:34-22:01) 9-16 min                                                |
| Festivos   | (9:24-21:46) 10-13 min                                               |

## Historia
En el año 1966 funcionaba como un servicio desde el Mercado Central hasta la zona de Parreta, (en el Barrio del Calvari), habiendo servicios que llegaban a las escuelas profesionales de San José. En enero de 1969 amplía su itinerario para dar servicio al Hospital La Fe. En 1973 modifica el recorrido ampliando el recorrido al barrio de Torrefiel y en dirección al centro con cabecera en la Plaza del Mercado. En junio de 1978 unifica su cabecera con la línea 6 a mitad de Torrefiel, en José Esteve y el 21 de marzo de 1981 alargó el recorrido en el barrio de Torrefiel hasta la Calle Cecilio Plá. Al construirse el túnel entre Peset Aleixandre y Primado Reig e invalidarse el giro por enmedio de Peset Aleixandre,  se desvía por Juan XXIII, entrando a Torrefiel dando más servicio al interior del barrio. Se modificó el itinerario los jueves debido al Mercado de Torrefiel. En verano del 2007 en dirección Avenida del Oeste deja de pasar por Borull, Murillo, Cardá y Ciudad de Brujas para hacerlo por las Calles Espinosa y Guillem Sorolla para girar a Avenida del Oeste. El 12 de noviembre de ese año modifica su acceso a la Gran Vía Fernando el Católico por Ángel Guimerá, en vez de Mestre Palau en dirección Torrefiel.

## Otros datos
| Líneas de autobuses que prestan servicio en Valencia |               |                  |
| Línea anterior:                                      | Línea actual: | Línea siguiente: |
| 40 Línea 40                                          | 60 Línea 60   | 62 Línea 62      |